# Blandine Metala
Blandine Metala Epanga (ur. 28 lipca 1986) – kameruńska zapaśniczka walcząca w stylu wolnym. Brązowa medalistka igrzysk afrykańskich w 2015. Wicemistrzyni Afryki w 2014, 2015 i 2017, trzecia w 2016, piąta w 2012 i ósma w 2008. Brązowa medalistka igrzysk wspólnoty narodów w 2014 roku.